# Royal Naval Air Service

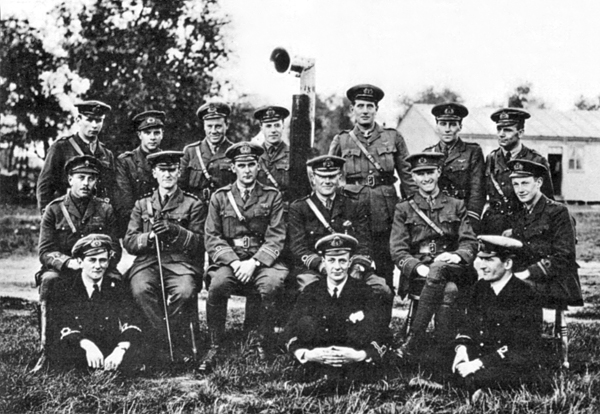
Mitglieder der No 1 Squadron RNAS gegen Ende 1914

Der Royal Naval Air Service, RNAS war bis kurz vor Ende des Ersten Weltkriegs die Luftstreitmacht der Royal Navy. 1918 erfolgte ihre Zusammenlegung mit dem Royal Flying Corps (RFC) der Britischen Armee zur Royal Air Force (RAF).

## Geschichte
Als das RFC am 13. April 1912 gegründet wurde, sollte es die gesamte militärische Luftfahrt abdecken. Die Royal Navy war allerdings nicht sehr erfreut über die Unterstellung der gesamten Marineluftfahrt in den Befehlsbereich der Armee und bildete eine unautorisierte Luftfahrtabteilung mit einem Trainingszentrum in Eastchurch. Zu dieser Zeit hatte die Admiralität genug politischen Einfluss, um sicherzustellen, dass dieser Akt unangefochten blieb. Der Royal Naval Air Service wurde am 1. Juli 1914 offiziell anerkannt.
Zu Beginn des Ersten Weltkriegs im August 1914 hatte der RNAS mehr Flugzeuge unter seiner Kontrolle als das RFC. Die Royal Navy unterhielt 12 Luftschiffhäfen entlang der britischen Küste von Longside, Aberdeenshire im Nordosten bis Anglesey im Westen.
Am 1. April 1918 wurde der RNAS mit dem RFC vereinigt. Es entstand die Royal Air Force als erste in Form einer eigenständigen Teilstreitkraft organisierte Luftwaffe der Welt. Zum Zeitpunkt der Vereinigung umfasste der RNAS 67.000 Soldaten, 2949 Flugzeuge, 103 Luftschiffe und 126 Stützpunkte. Die RNAS-Staffeln wurden in die neue Struktur integriert. Die einzelnen Staffeln erhielten neue Staffelnummern, in dem zu ihrer Nummer 200 hinzugezählt wurde. Aus der No. 1 Squadron RNAS wurde so die No. 201 Squadron RAF usw.
Die Royal Navy erhielt ihre „eigene“ Luftstreitkraft 1937 zurück, als die Marineflieger mit der neuen Bezeichnung Fleet Air Arm unter die Kontrolle der Admiralität kamen.

## Rolle und Missionen
Zu den Hauptaufgaben des RNAS gehörten die Unterstützung der Flotte, Küstenpatrouillen zur Aufklärung feindlicher Schiffsbewegungen, Angriffe auf Küsten des Gegners und die Verteidigung Großbritanniens gegen Luftangriffe. Der RNAS suchte systematisch 4000 Quadratmeilen des Ärmelkanals und der Nordsee nach U-Booten ab. Allein 1917 wurden 175 U-Boote gesichtet und 107 angegriffen. Wegen der damals verwendeten U-Jagd-Technologie waren die Angriffe nicht sehr erfolgreich, aber die Sichtungen halfen der Flotte, Verluste zu vermeiden, Konvois umzuleiten und letztlich auch feindliche U-Boote zu versenken.
Gepanzerte Wagen des RNAS deckten 1914 den Rückzug von Antwerpen zur Yser. Später im Krieg wurden Staffeln des RNAS an die Westfront beordert, um dort das RFC zu unterstützen. Der RNAS war ebenso mit der Luftverteidigung von London betraut. Es unternahm auch Angriffe auf Luftschiffhäfen im Gebiet des Deutschen Reichs, darunter sogar der weit vom Meer entfernte Stützpunkt in Friedrichshafen.
Bevor Techniken entwickelt wurden, um auf Schiffen zu landen und zu starten, musste der RNAS Flugboote nutzen, um auf See operieren zu können. Man begann mit Experimenten auf dem alten Kreuzer Hermes. Es wurden spezielle Flugboottender entwickelt, um diese Flugzeuge zu unterstützen. Von diesen Flugboottendern wurden zu Weihnachten 1914 Angriffe auf deutsche Zeppelin-Basen in Cuxhaven und Wilhelmshaven gestartet. Dies war der erste Angriff mit schiffsgestützten Flugzeugen. Ebenso wurde eine Reihe von Stützpunkten entlang der Küste gebaut.

## Bekannte Personen
- Henry Allingham – Mechaniker – ältester britischer Mann aller Zeiten, am längsten lebendes Mitglied der britischen Streitkräfte (gestorben im Juli 2009)
- Richard Bell-Davies – 3 Squadron – bekam das Victoria-Kreuz
- Henry John Lawrence Botterell – 8 Naval – am längsten überlebender Jagdflieger des Ersten Weltkriegs (gestorben im Januar 2003).
- Raymond Collishaw – 10 Naval – bestes Fliegerass des RNAS, mit 60 Abschüssen
- Christopher Draper – 3 Wing, 6 Naval, 8 Naval – “The Mad Major”
- Bert Hinkler – australischer Luftfahrtpionier
- Ivan Stedeford – Industrieller
- Reginald Alexander John Warneford – bekam das Victoria-Kreuz
- Josiah Wedgwood – bekam den DSO, kommandierte die Maschinengewehre auf der SS River Clyde
- James White – 8 Naval – Ass